# Centro congressi di Porto Rico
Il centro congressi Dr. Pedro Rosselló González, o  PRCC (in inglese: Puerto Rico Convention Center; in spagnolo: Centro de Convenciones de Puerto Rico) è un moderno edificio per le conferenze, situato a San Juan, Porto Rico. È di competenza della Autoridad del Centro de Convenciones de Puerto Rico, un ente governativo. Progettato dalla Thompson, Ventulett, Stainback & Associates risulta essere il più grande centro congressi dei Caraibi e il più tecnologicamente avanzato di tutta l'America Latina.